# 祓戶大神
祓戶大神（日语：ハラエドノオオカミ）為日本神道中掌管祓的神祇，《記紀》二書並無記載，但《延喜式》大祓詞則提到此四神乃瀨織津姬神（（日語）セオリツヒメノカミ）、速開都比賣（（日語）ハヤアキツヒメ）、氣吹戶主（（日語）イブキドヌシ）、速佐須良比賣（（日語）ハヤサスラヒメ）等。

## 概要

### 延喜式之記載
根據《延喜式》卷八神祇八祝詞六月晦大祓之記載，祓戶四神為：
1. 瀨織津姬神（（日語）セオリツヒメノカミ）：將所有一切禍事、罪愆汙穢沖流入海。
2. 速開都比賣（（日語）ハヤアキツヒメ）：在海底將一切禍事、罪愆汙穢一飲而盡。
3. 氣吹戶主（（日語）イブキドヌシ）：將前者吞飲之一切禍事、罪愆汙穢吹往根之國、底之國。
4. 速佐須良比賣（（日語）ハヤサスラヒメ）：將這些帶往根底之國的一切禍事、罪愆汙穢消滅殆盡。

## 解說
江戶時代國學專家本居宣長在《古事記傳》中提到，瀨織津姬神與八十禍津日神、速開都比賣與伊豆能賣神、氣吹戶主與神直日神可以相互對應，而氣吹戶主與家宅六神的天之吹男神為同一神。《倭姫命世記》、《天照坐伊勢二所皇太神宮御鎮座次第記》、《伊勢二所皇太神宮御鎮座傳記》、《中臣祓訓解》等書均記載伊勢神宮内宮別宮荒祭宮之祭神別名為「瀨織津姬」。

## 信仰
在日本，祭祀祓戶大神的神社主要有下列：
- 佐久奈度神社（滋賀縣大津市）
- 日比谷神社（東京都港區）
- 鹽竈神社（和歌山縣和歌山市）
- 宇良神社（京都府與謝郡伊根町）
- 綱越神社（奈良縣櫻井市）
- 祓戶神社（鹿兒島縣霧島市國分府中町）

## 關連項目
- 速秋津日子神與速秋津比賣神
- 瀨織津姬神
- 禍津日神

## 外部連結
- （日語）大祓詞(おほはらひのことば)

### 引用
1. ↑  請見（日語）古代史獺祭延喜式卷八神祇八祝詞より廣瀬大忌祭原文 （页面存档备份，存于）。
2. ↑  《倭姬命世記》記載：「荒祭宮，一座。皇太神宮荒魂，伊弉那伎大神所生神，名八十枉津日神也」。
3. ↑  垂加神道之看法亦同。